# Meloboris cingulata
Meloboris cingulata là một loài tò vò trong họ Ichneumonidae.